# 柔毛果珍珠茅
柔毛果珍珠茅（学名：Scleria hebecarpa var. pubescens）为莎草科珍珠茅属下的一个变种。

## 扩展阅读
- 維基物種上的相關：柔毛果珍珠茅